# Illa Santa Catalina (Califòrnia)
|  | Aquest article tracta sobre l'illa als Estats Units d'Amèrica. Si cerqueu l'illa a la Califòrnia mexicana, vegeu «illa Santa Catalina (Baixa Califòrnia Sud)». |

Santa Catalina és una de les illes de l'arxipèlag de les illes Santa Bàrbara a l'oceà Pacífic, a la costa de Califòrnia. És l'única de les vuit illes que és habitada.
Santa Catalina és situada a uns 35 km al sud-oest de la costa de Los Angeles i forma part administrativament del seu comtat homònim. Té una superfície de 194 km² i la seva població, d'uns 4.000 habitants el 2010, es concentra sobretot a la ciutat d'Avalon, a la costa sud-est de l'illa. És l'única illa de l'arxipèlag que té població significativa permanent.
L'interior de l'illa, que abasta la major part del territori (uns 170 km²), és propietat de la Catalina Island Conservancy, una organització sense afany de lucre que promou la conservació de la flora i fauna autòctones.
Des de principis del segle xx, es va anar desenvolupant a l'illa una incipient activitat turística que, avui dia, en constitueix la principal font d'ingressos.

## Història
És territori estatunidenc des de 1852. El 1972, els Brown Berets o Boinas cafés, un grup d'activistes llatins, especialment mexicans residents, prengueren l'illa de Santa Catalina, invocant el Tractat de Guadalupe Hidalgo, el qual no esmenta cap illa.
En aquesta illa, Robert Wagner va assassinar Natalie Wood.